# Michael Helmerich
Michael Helmerich (* 6. April 1885 in Amberg; † 8. Juni 1974 in München) war ein bayerischer Politiker, Gewerkschafter, Abgeordneter und Staatsminister.

## Leben
Michael Helmerich erlernte in seiner Jugend das Buchdrucker-Handwerk. Ab 1911 trat er in den Dienst der Königlich Bayerischen Staatseisenbahnen. Von 1914 bis 1918 war er als Sanitäter im Kriegseinsatz. Von 1919 bis 1920 arbeitete er als Verbandssekretär beim Bayerischen Eisenbahnerverbandes, danach war er wieder bei der Reichsbahn beschäftigt. Von 1924 bis 1930 war Helmerich Vorsitzender des Hauptbeamtenrates bei der Deutschen Reichsbahn-Gesellschaft, Gruppenverwaltung Bayern, und Mitglied des Hauptbeamtenrats bei der Hauptverwaltung in Berlin.
Ab 1. März 1930 wurde er 1. Vorsitzender des Bayerischen Eisenbahnerverbandes, im gleichen Jahr (5. Wahlperiode) kam er als BVP-Abgeordneter für den Wahlkreis Niederbayern in den Reichstag nach Berlin, wo er – wie die gesamte BVP – für Hitlers Ermächtigungsgesetz stimmte. 
Nach der nationalsozialistischen Machtübernahme 1933 wurde er kurzzeitig verhaftet und für die Zeit vom 26. Juni bis 5. Juli 1933 in die Justizvollzugsanstalt Stadelheim verbracht. Danach erfolgten Disziplinarmaßnahmen und Strafversetzung nach Ingolstadt. Im Zusammenhang mit der Aktion Gitter wurde Helmerich erneut verhaftet und war vom 26. August bis 17. September 1944 im KZ Dachau in Haft.
Nach Kriegsende 1945 wurde Michael Helmerich erster Personalvertreter an der Eisenbahndirektion München. Er trat der CSU bei, in der er eine Reihe Funktionen übernahm. Vom 9. Februar bis 16. Dezember 1946 gehörte er dem Kabinett Hoegner als Staatsminister für Verkehr an. Helmerich wurde Mitglied der verfassunggebenden Versammlung. Ab 1947 bis zur Erreichung des Pensionsalters arbeitete er als Ministerialrat und Abteilungsleiter im bayerischen Verkehrsministerium. Von 1950 bis 1956 war Helmerich für den Stimmkreis Eggenfelden/Vilsbiburg als Abgeordneter Mitglied des Bayerischen Landtags. 
Teile seines Nachlasses befinden sich im Institut für Zeitgeschichte/München-Berlin.

## Ehrungen
- 3. Juli 1959: Bayerischer Verdienstorden
- 1965: Großes Verdienstkreuz mit Stern der Bundesrepublik Deutschland